# Рик Санторум
Рик Санторум (на английски: Richard John Santorum, род. 10 май 1958 г.) е американски политик, бивши сенатор от Републиканската партия, представляващ щата Пенсилвания и възглавляващ Републиканската конференция на Сената.
Сега Санторум работи като наблюдател на Fox News Channel.
Възгледите на Санторум са консервативни, свързани с полемиката за правата на сексуалните малцинства и с войната в Ирак.
Санторум участва в първичните избори на Републиканската партии, които трябва да излъчат кандидата за президентските избори в САЩ през 2012 г. от тази партия.

## Кандидати на републиканците на първичните президентски избори за 2012 г.
- Мит Ромни
- Нют Гингрич
- Рон Пол

## Пресата за Рик Санторум
- Римо-католикът Рик Санторум влезе в тройката лидери, кандидати за президент на САЩ от републиканците Архив на оригинала от 2012-02-01 в Wayback Machine.